# Vallromanes
Vallromanes település Spanyolországban, Barcelona tartományban. Lakosainak száma 2742 fő (2024).

## Földrajza
Vallromanes Alella, Santa Maria de Martorelles, Montornès del Vallès, Vilanova del Vallès, Vilassar de Dalt, Premià de Dalt és Teià községekkel határos.

## Népesség
A település lakosságának változását az alábbi diagram mutatja:
| Lakosok száma | 419  | 380  | 402  | 1482 | 1911 | 2206 | 2480 | 2525 | 2558 | 2742 |
|               | 1936 | 1955 | 1975 | 2001 | 2005 | 2008 | 2012 | 2016 | 2020 | 2024 |